# 김포다도박물관
김포다도박물관은 경기도 김포시 월곶면에 있는 사립 박물관이다.

## 연혁
- 2001년 5월 20일 개관.